# Spionaj industrial
Spionajul industrial este o expresie folosită pentru a descrie spionajul realizat pentru scopuri comerciale, în loc de scopuri de securitate națională.
La cel mai inofensiv nivel, termenul se referă la metode legale de examinare a publicațiilor, site-urilor web, autorizațiilor, etc pentru a determina activitatea unei corporații, până la metode ilegale, cum ar fi: șantajul, supraveghere tehnologică, mituire sau violență. La fel ca și spionajul unei organizații comerciale, guvernele pot fi de asemenea țintele spionajului comercial - de exemplu pentru a determina condițiile unei oferte pentru un contract guvernamental, astfel un alt ofertant sa nu intervină.

## Informația
Informația poate face diferența dintre succes și eșec; dacă un secret comercial este furat concurența poate avea un avantaj în plus, față de alți competitori. 
Deși o mare parte din obținerea informațiilor se realizează prin mijloace publice, corporațiile cred că cel mai bun mod de a afla o informație este prin a o lua. Spionajul industrial reprezintă o amenințare la adresa oricărei afaceri care depinde de informație. Informația de care competitorii sunt interesați ar putea fi: liste cu clienți, înțelegerile aprovizionării, documente cu cercetare sau experimente sau planurile unui nou prototip.